# Gerrit Berrevoets
Gerrit Jacobus Berrevoets (Amsterdam, 22 juni 1931 – mei 1996) was een Nederlands voetbalscheidsrechter die in de Eredivisie floot.

## Interlands
| Datum            | Plaats                        | Wedstrijd                   | Uitslag | Competitie        | Kreeg geel | Kreeg voor de tweede keer geel en dus rood | Weggestuurd |
| ---------------- | ----------------------------- | --------------------------- | ------- | ----------------- | ---------- | ------------------------------------------ | ----------- |
| 7 september 1977 | Bratislava, Tsjecho-Slowakije | Tsjecho-Slowakije – Turkije | 1 – 0   | Vriendschappelijk | 0          | 0                                          | 0           |
| 5 oktober 1977   | Malmö, Zweden                 | Zweden – Denemarken         | 1 – 0   | Vriendschappelijk | 0          | 0                                          | 0           |

Bijgewerkt t/m 22 juli 2013